# أفيتال بوروخوفسكي
أفيتال بوروخوفسكي Avital Boruchovsky (ولد في 16 مايو 1997) لاعب شطرنج إسرائيلي يحمل لقب أستاذ كبير.
- حصل على لقب أستاذ دولي عام 2012.
- نال لقب أستاذ كبير عام 2014.
- بلغ 2542 إيلو في يناير 2018.

## وصلات خارجية
- أفيتال بوروخوفسكي على موقع الاتحاد الدولي للشطرنج (الإنجليزية)
- أفيتال بوروخوفسكي على موقع مباريات الشطرنج (الإنجليزية)
- أفيتال بوروخوفسكي على موقع 365Chess.com (الإنجليزية)
- أفيتال بوروخوفسكي على موقع Chesstempo.com (الإنجليزية)